# Prezidentka (film, 2024)
Prezidentka je slovensko-český dokumentární film režiséra Marka Šulíka z roku 2024 o prezidentském období Zuzany Čaputové. Zobrazuje zákulisí i veřejná vystoupení slovenské prezidentky Čaputové v době pandemie covidu-19, návštěvy papeže Františka na Slovensku, vládní krize vlády Igora Matoviče i atentátu na Roberta Fica.
Světovou premiéru měl film 25. října 2024 na Mezinárodním festivalu dokumentárních filmů v Jihlavě.